# Cyornis magnirostris
El papamoscas picogrande o papamoscas del Himalaya (Cyornis magnirostris) es una especie de ave paseriforme de la familia Muscicapidae propia de la región indomalaya. Anteriormente se consideraba una subespecie del papamoscas de Banyumas (Cyornis banyumas). Es un pájaro migratorio que cría en el Himalaya oriental y pasa el invierno en la región al este del golfo de Bengala y la península malaya.

## Descripción
El papamoscas picogrande mide alrededor de 15 cm de largo. El macho tiene las partes superiores de color azul cobalto; su garganta, pecho y flancos de color naranja amarillento y su vientre es blanco. La hembra tiene la cabeza de color azul grisáceo, con la frente parduzca como el resto de sus partes superiores. El anaranjado de sus partes inferiores es menos extenso y de tonos más apagados. El pico de ambos sexos es negro. Tiene un aspecto similar papamoscas de Banyumas pero su pico es más largo y robusto.

## Distribución y hábitat
Es un pájaro migratorio que cría en el Himalaya oriental (Bután, Nepal y norte de Bangladés), y pasa el invierno en los bosques al este del golfo de Bengala y en la península malaya, distribuido por Birmania, Tailandia y norte de Malasia